# Bambalouma
Bambalouma est un village de Côte d'Ivoire, situé à 9 km de la sous-préfecture de Kongasso, dans le département de Kounahiri, au centre du pays. C'est aussi le chef-lieu de canton des Monan.